# Ctenophora nikkoensis
Ctenophora nikkoensis är en tvåvingeart som beskrevs av Takahashi 1960. Ctenophora nikkoensis ingår i släktet Ctenophora och familjen storharkrankar. Inga underarter finns listade i Catalogue of Life.